# لیره اسرائیل
لیره اسرائیل (به انگلیسی: Israeli pound)، (به عبری: לירה ישראלית) (به عربی: جنیه إسرائیلی) یا پوند اسرائیل یکای پول در اسرائیل بود که در دهه ۱۹۸۰ منسوخ شده و دیگر استفاده نمی‌شود. مسئولیت کنترل این یکای پول در آن دوره برعهدهٔ بانک اسرائیل قرار داشت.